# Penney Farms
Penney Farms és una població dels Estats Units a l'estat de Florida. Segons el cens del 2000 tenia 580 habitants.

## Demografia
Segons el cens del 2000, Penney Farms tenia 580 habitants, 266 habitatges, i 171 famílies. La densitat de població era de 160 habitants/km².
Dels 266 habitatges en un 6% hi vivien nens de menys de 18 anys, en un 57,5% hi vivien parelles casades, en un 5,3% dones solteres, i en un 35,7% no eren unitats familiars. En el 33,5% dels habitatges hi vivien persones soles el 28,2% de les quals corresponia a persones de 65 anys o més que vivien soles. El nombre mitjà de persones vivint en cada habitatge era d'1,83 i el nombre mitjà de persones que vivien en cada família era de 2,23.
Per edats la població es repartia de la següent manera: un 5,7% tenia menys de 18 anys, un 1,9% entre 18 i 24, un 6,4% entre 25 i 44, un 10,2% de 45 a 60 i un 75,9% 65 anys o més.
L'edat mediana era de 76 anys. Per cada 100 dones de 18 o més anys hi havia 61,4 homes.
La renda mediana per habitatge era de 37.344 $ i la renda mediana per família de 46.875 $. Els homes tenien una renda mediana de 31.875 $ mentre que les dones 31.250 $. La renda per capita de la població era de 23.929 $. Entorn del 8,1% de les famílies i el 16,4% de la població estaven per davall del llindar de pobresa.

## Poblacions més properes
El següent diagrama mostra les poblacions més properes.